# Pilea hilliana
Pilea hilliana är en nässelväxtart som beskrevs av Hand.-mazz.. Pilea hilliana ingår i släktet pileor, och familjen nässelväxter. Inga underarter finns listade i Catalogue of Life.